# Arthur–Selbergs spårformel
Inom matematiken är Arthur–Selbergs spårformel en generalisering av Selbergs spårformel från gruppen SL2 till en godtycklig reduktiv grupp över en global kropp, utvecklad av James Arthur i en lång serie publikationer från 1974 till 2003. Formeln beskriver karaktären av representationen av G(A) på den diskreta delen L20(G(F)∖G(A)) av L2(G(F)∖G(A)) i termer av geometriskt data, där G är en reduktiv algebraisk grupp definierad över en global kropp F och A är ringen av adeler av F.